# Monecphora inconclusa
Monecphora inconclusa är en insektsart som beskrevs av Metcalf 1961. Monecphora inconclusa ingår i släktet Monecphora och familjen spottstritar. Inga underarter finns listade i Catalogue of Life.